# Северин Галензовський
Северин Галензовський (1801—1878) — доктор медицини, голова ради Батіньольської школи в Парижі, член польського революційного комітету в Парижі, благодійник.

## Біографія
Северин Галензовський народився 25 січня 1801 році, у Княжій Криниці під містом Липовці Київської губернії Російської імперії (нині Монастирищенський район Черкаської області України).
Середню освіту здобув у василіянському училищі в місті Умані, а медичну освіту в Віленському університеті (1819—1824), де закінчив курс лікарем I відділення.
Залишений при університеті, 9 червня 1824 року Северин Галензовский був удостоєний ступеня доктора медицини за дисертацію «De variola mitigata» (Вільно, 1824) і в тому ж році призначений ад'юнкт-професором хірургії.
У 1827 році у Вільно він першим у Російській імперії спробував зробити оваріотомію, однак, через багато зрощень операція не була виконана як планувалася.
У 1828 році був відправлений у ділову поїздку на два роки за кордон. При поверненні брав участь у польському повстанні, після чого був змушений емігрувати. Спочатку жив у Німеччині (Геттінген і Берлін), а потім переїхав у Новий Світ. Поселившись у Мексиці, він отримав славу видатної лікаря та значно збагатився.
У 1848 році Галензовскій оселився в Франції та став головою ради Батіньольської школи в Парижі для дітей польських емігрантів; до 200 хлопчиків містилися тут за його рахунок.
Під час польського повстання 1863 року був членом польського революційного комітету в Парижі.
Северин Галензовскій помер у Парижі 31 березня 1878 года.
Його численні наукові праці, які він писав латиною та польською мовами, в німецькому перекладі були надруковані в «Journal für Chirurgie» Gräfe і Walter'а за 1829 рік.